# Der zweite Schuß (1969)
Der zweite Schuß ist ein Kriminalfilm von Erich Neureuther. Die Schwarz-Weiß-Produktion der Telefilm Saar entstand im Auftrag des Saarländischen Rundfunks und wurde am 29. Juni 1969, einem Sonntag, im Abendprogramm der ARD erstgesendet.

## Inhalt
Der Kriminalkommissar Olivier Lenoir hat die wesentlich jüngere Suzanne, eine Witwe, auf einer Kreuzfahrt kennengelernt. Nach ihrer Heirat verbringen sie ihre Flitterwochen in einem gemieteten Haus mit Meerblick in der Bretagne. Das Glück wird überschattet von Oliviers krankhafter Eifersucht, die immer wieder zu teils heftigen Auseinandersetzungen zwischen den Eheleuten führt. So lässt Olivier seine Frau von dem Privatdetektiv Edouard beschatten und sich regelmäßig Bericht erstatten.
Eines Tages wird eine große Tischuhr geliefert. Olivier erklärt dem Boten, es handele sich um ein Geschenk für seine Frau, die sich diese Uhr schon lange gewünscht habe. Dies entspricht zwar der Wahrheit, doch Olivier hat im Präsidium in den Sockel der Uhr ein Tonbandgerät einbauen lassen. Er gibt Suzanne gegenüber vor, am Abend nach Paris fahren zu müssen, um noch in der Nacht Akten durchzusehen, die am nächsten Tag bei einem wichtigen Verhör eine Rolle spielen sollen. Edouard gegenüber, der wieder einmal zum Rapport erscheint, erklärt er, er habe vor, zwar scheinbar nach Paris aufzubrechen, aber nach einigen Stunden wieder zurückzukehren, da er befürchtet, Suzanne könne während seiner Abwesenheit einen Liebhaber empfangen. Edouard wirft Olivier dessen pathologisches Misstrauen vor, da er bei der Beschattung Suzannes noch nie Anzeichen einer Affäre habe feststellen können. Doch Olivier lässt sich davon nicht beirren und stellt, bevor er das Haus verlässt, das Tonbandgerät an.
Tatsächlich erscheint wenig später Patrice, ein undurchsichtiger Zeitgenosse, der bereits am Nachmittag unter falschem Namen als Gärtner seine Dienste angeboten hatte. Im Gespräch stellt sich heraus, dass Patrice während Suzannes erster Ehe ihr Liebhaber war und beweisen kann, dass sie ihren Ehemann Frédéric getötet hat. Patrice fordert von Suzanne Geld für sein Schweigen, da er andernfalls Olivier von den Ereignissen in Kenntnis setzen würde. Als Patrice gegangen ist, versucht Suzanne sich mit einer Überdosis Medikamenten das Leben zu nehmen. Kurz darauf kehrt Olivier zurück. Er entdeckt zunächst die von Patrice angerauchte Zigarre und sieht so seinen Verdacht bestätigt. Danach spielt er das Tonband teilweise ab, erst dann bemerkt er den Selbstmordversuch seiner Frau und lässt sie ins Krankenhaus bringen.
Am nächsten Tag bittet Olivier Edouard zu sich und erklärt ihm, dass er seine Dienste nicht mehr benötige und bezahlt ihn mit einem Scheck. Danach gesteht die wieder genesene Suzanne ihrem Mann, dass es sich bei der Tötung Frédérics um Notwehr gehandelt habe, da ihr damaliger Mann in betrunkenem Zustand Patrice angegriffen und sie Frédéric deshalb in Panik mit einem schweren Aschenbecher erschlagen habe. Patrice habe die Tat als Unglücksfall kaschiert und es sei keine Anklage gegen Suzanne erhoben worden. Seitdem habe Patrice sie in der Hand. Da Suzanne an einer Stelle des Gesprächs mit Patrice diesem erklärt hat, dass sie ihren Mann liebe und Patrice auf keinen Fall bei seinem Erpressungsversuch helfen würde, verzeiht Olivier seiner Frau, verspricht, über den Mord Stillschweigen zu bewahren und fasst gemeinsam mit ihr den Plan, Patrice bei einer vorgetäuschten Geldübergabe zu töten. Olivier würde kurz vor dem vereinbarten Zeitpunkt für Patrice sichtbar das Haus verlassen, Suzanne solle Patrice erschießen und Olivier würde anschließend mit der Leiche auf den Atlantik hinausfahren und sie dort versenken. Suzanne ist zunächst entsetzt über den Plan, doch Olivier kann sie davon überzeugen, dass es keine andere Möglichkeit gäbe, unbeschadet aus der Sache herauszukommen. So willigt Suzanne schließlich ein.
Patrice erscheint am Nachmittag und verlangt die Summe von 200.000 Francs, um in Argentinien ein neues Leben beginnen zu können. Nach einigem Taktieren und Feilschen lässt er sich auf 180.000 Francs herunterhandeln und geht zudem auf Oliviers Vorschlag ein: Dieser bietet an, Patrice zunächst nur 100.000 Francs zu geben und den Rest in jährlichen kleinen Summen zu zahlen. Allerdings verlangt Patrice, dass Suzanne ihm das Geld übergeben soll. Danach gehen Olivier und Suzanne noch einmal detailliert die Geldübergabe und den Mord an Patrice durch, ehe Olivier seiner Frau einen kleinen Revolver überreicht und das Haus verlässt.
Bei der Geldübergabe stellt sich heraus, dass Suzanne und Patrice noch immer unter einer Decke stecken. Suzanne hatte sich wissentlich an Olivier rangemacht, da beide wussten, dass der Kriminalbeamte vermögend ist. Auch hatten sie Kenntnis von der Beschattung Edouards und dem Tonbandgerät in der Uhr, da Suzanne ein entsprechendes Telefonat Oliviers mit dem Polizeipräsidium mitgehört hatte. Deshalb spielten sie für Olivier die dramatische Szene. Außerdem wird klar, dass Suzanne Frédéric nicht getötet hat, sondern dieser an Tuberkulose verstorben ist. Der angebliche Mord diente lediglich als Vorwand für die Erpressung. Auch der Selbstmordversuch Suzannes war nur vorgetäuscht. Doch dann erschießt Suzanne wie geplant Patrice. Olivier kommt hinzu und seine Frau erzählt ihm die ganze Wahrheit. Olivier erklärt Suzanne daraufhin zu ihrer Überraschung, dass er längst über das Verhältnis zwischen ihr und Patrice im Bilde sei, Tonbandgerät und Beschattung nur ein Teil seiner eigenen Inszenierung waren, da er herausgefunden hatte, dass Suzannes erster Mann eines natürlichen Todes gestorben war. Nach dieser Eröffnung tötet Suzanne auch Olivier.
Nur wenig später steht Edouard vor der Tür. Olivier hatte ihm eine Nachricht zukommen lassen, dass er den Scheck versehentlich auf einen späteren Zeitpunkt datiert hatte und er, Edouard, ihn nun nicht einlösen könne. Um den Besucher loszuwerden, bietet Suzanne an, Edouard das Geld in bar zu geben und entnimmt dem Sakko Patrices einige Scheine. Als der Detektiv das Blut auf den Scheinen bemerkt und kurze Zeit später die Leichen der beiden Männer entdeckt, will er die Polizei anrufen. Um dies zu verhindern, feuert Suzanne den Rest des Magazins auf Edouard ab. Da dieser aber offenbar unverletzt bleibt, kommt ein Suzanne ein Verdacht. Sie überzeugt sich vom Tod Patrices, doch muss sie zu ihrem Entsetzen feststellen, dass ihr Mann noch lebt, da in der Waffe nur eine Kugel steckte, die anderen waren Platzpatronen. Olivier erklärt, dass er den Scheck absichtlich mit einem falschen Datum versehen habe, damit Edouard einen Grund hatte zurückzukehren und Olivier nun als Zeuge dienen könne. Er macht seiner Frau klar, dass er sie wegen des Mordes an Patrice verteidigt hätte, sie diese Chance durch den „Mord“ an ihm, Olivier, aber vertan habe.
Als Edouard Olivier unterstellt, auf eine gewisse Art Selbstjustiz geübt und sich damit selber schuldig gemacht zu haben, erwidert Olivier kühl: „Ich wüsste wirklich nicht, was die Justiz mir vorwerfen könnte.“.

## Sonstiges
Der Film basiert auf dem Theaterstück Le deuxième coup de feu des französischen Schriftstellers Robert Thomas, der wiederum einen Roman von Ladislas Fodor für die Bühne adaptiert hatte. Erich und Ursula Neureuther besorgten die deutsche Übersetzung. Es handelt sich um eine Studioinszenierung ohne musikalische Untermalung.
Die positiven Kritiken verglichen den Film mit einer Hitchcock-Inszenierung und lobten insbesondere das Spiel von Christine Wodetzky.
Der Film ist bei Pidax auf DVD erschienen.